# Gulch Island, Western Australia
Gulch Island är en ö i Australien. Den ligger i delstaten Western Australia, omkring 730 kilometer öster om delstatshuvudstaden Perth. Arean är 1,1 kvadratkilometer. Den sträcker sig 1,4 kilometer i nord-sydlig riktning, och 2,2 kilometer i öst-västlig riktning.
Genomsnittlig årsnederbörd är 707 millimeter. Den regnigaste månaden är augusti, med i genomsnitt 86 mm nederbörd, och den torraste är februari, med 32 mm nederbörd.